# بارث بالوراو
بارث بالوراو ممثل هندي ولد في 30 مايو 2000 في بيون، الهند بدأ مشواره الفني عام 2015 .

## روابط خارجية
- بارث بالوراو على موقع IMDb (الإنجليزية)
- بارث بالوراو على موقع قاعدة بيانات الفيلم (الإنجليزية)